# مقاطعة يافلبورغ
مقاطعة يافلبورغ (بالسويدية: Gävleborgs län) مقاطعة تقع بوسط السويد، عاصمتها يافل وتضم 10 بلديات.

## توأمة
لمقاطعة يافلبورغ اتفاقيات توأمة مع:
- مقاطعة لين-فيرو

## أعلام
- كارل جونسون